# Hyssia malaphaea
Hyssia malaphaea là một loài bướm đêm trong họ Noctuidae.